# طیف‌سنجی جرمی یون ثانویه نانومقیاس
نانوسیمس (انگلیسی: Nanoscale secondary ion mass spectrometry) (طیف‌سنجی جرمی یونی ثانویه نانومقیاس) یک ابزار تحلیلی است که توسط کامیکا ساخته شده و بر اساس اصل طیف‌سنجی جرمی یونی ثانویه عمل می‌کند. نانو سیمز برای اندازه‌گیری وضوح نانو استفاده می‌شود ترکیب عنصری و ایزوتوپی یک نمونه نانو سیمز قادر به ایجاد نقشه‌های نانومقیاس توزیع عنصری یا ایزوتوپی، اکتساب موازی تا هفت جرم، شناسایی ایزوتوپی، وضوح جرم بالا، زیربخش در میلیون حساسیت با وضوح فضایی تا 50 nm. در حال حاضر حدود ۵۰ سازهٔ نانو سیمز وجود دارد در سراسر جهان.
طراحی اصلی ساز نانو سیمز توسط ژرژ اسلودزیان در دانشگاه پاریس سود در فرانسه و در دفتر ملی مطالعات و تحقیقات هوافضا طراحی شد.در حال حاضر حدود ۵۰ ابزار نانو سیمز در سراسر جهان وجود دارد.

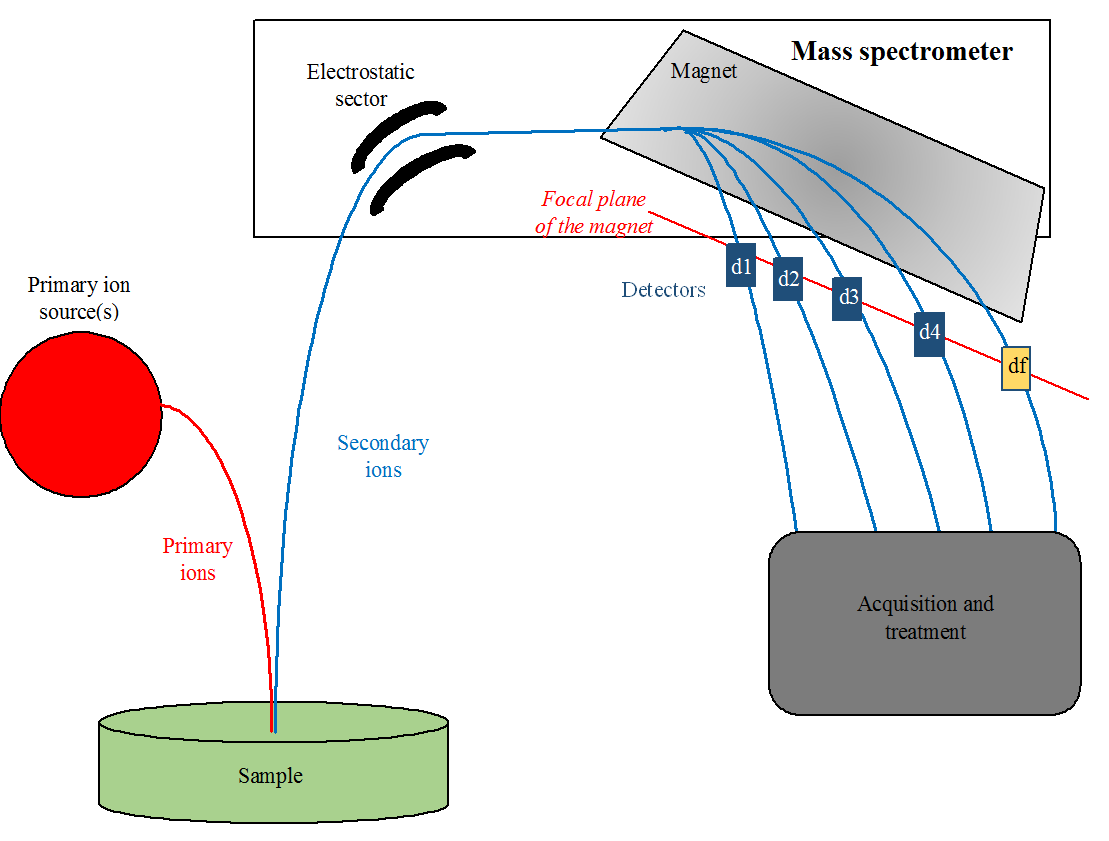
نمودار ساده شده یک ابزار نانو سیمز ۵۰.

## چگونه کار می‌کند
نانو سیمز از یک منبع یونی برای تولید یک پرتو اولیه از یون‌ها استفاده می‌کند. این یون‌های اولیه سطح نمونه را فرسایش می‌دهند و برخورد اتمی ایجاد می‌کنند، برخی از این برخوردها منجر به آزاد شدن ذرات یون ثانویه می‌شود. این یون‌ها از طریق یک طیف‌سنج جرمی منتقل می‌شوند، جایی که جرم‌ها اندازه‌گیری و شناسایی می‌شوند. پرتو یون اولیه در سراسر سطح نمونه شطرنجی می‌شود و یک «نقشه» از توزیع عنصر و ایزوتوپ با شمارش تعداد یون‌هایی که از هر پیکسل منشأ می‌گیرند با وضوح ۵۰ نانومتر (nm) در بهترین حالت، ۱۰ تا ۵۰ برابر بیشتر از سیم‌های معمولی ایجاد می‌شود. این امر با قرار دادن کاوشگر اولیه در مجاورت نمونه با استفاده از مجموعه لنز کواکسیال به دست می‌آید. همان مجموعه لنز این اجازه می‌دهد تا ترکیب ایزوتوپی سلول‌های جداگانه در محدوده قسمت در میلیون (ppm) یا قسمت در میلیارد (ppb) متمایز شود. اشکال اصلی این مجموعه این است که پرتوهای یونی اولیه و ثانویه باید دارای قطب مخالف باشند که می‌تواند تشخیص عناصر را به‌طور همزمان محدود کند.
نانو سیمز می‌تواند تفاوت‌های جرمی دقیقه‌ای بین یون‌ها را در وضوح M/dM > 5000 تشخیص دهد، که در آن M جرم اسمی ایزوتوپ و dM اختلاف جرم بین ایزوتوپ‌های مورد نظر است.قابلیت تفکیک جرم بالای نانو سیمز به عناصر مختلف و ایزوتوپ‌های آنها امکان شناسایی و نقشه‌برداری فضایی در نمونه را می‌دهد، حتی اگر از نظر جرم بسیار نزدیک باشد. طیف‌سنج جرمی قادر به جمع‌آوری چندگانه است، به این معنی که تا ۵ جرم (NanoSIMS 50) یا 7 (NanoSIMS 50 L) را می‌توان به‌طور همزمان، از هیدروژن تا اورانیوم، هر چند با محدودیت تشخیص دادتعداد نسبتاً زیاد جرم‌ها به حذف خطاهای اندازه‌گیری کمک می‌کند زیرا از تغییرات احتمالی در شرایط ابزاری یا نمونه که ممکن است در بین اجراها رخ دهد اجتناب شود.
نانو سیمز می‌تواند تفاوت‌های جرمی دقیقه‌ای بین یون‌ها را در وضوح M/dM > 5000 تشخیص دهد، جایی که M جرم اسمی ایزوتوپ و dM اختلاف جرم بین ایزوتوپ‌های مورد نظر است. وضوح جرم بالا قابل دستیابی به ویژه برای کاربردهای بیولوژیکی مرتبط است. به عنوان مثال، نیتروژن یکی از رایج‌ترین عناصر موجود در موجودات است. با این حال، به دلیل میل ترکیبی الکترونی کم اتم نیتروژن، تولید یون‌های ثانویه نادر است. در عوض، مولکول‌هایی مانند CN را می‌توان تولید و اندازه‌گیری کرد. با این حال، به دلیل ترکیبات ایزوتوپ، مانند ایزوبارها 13C14N-، و 12C 15N-، وزن مولکولی تقریباً یکسان به ترتیب ۲۷۰۰۰ و ۲۷۰۰۶ دالتون تولید خواهد شد. برخلاف سایر تکنیک‌های تصویربرداری، که 13C14N و 12C15N را نمی‌توان به‌طور مستقل اندازه‌گیری کرد زیرا تقریباً توده‌های یکسان، نانو سیمز می‌تواند با خیال راحت تفاوت‌های بین این مولکول‌ها را تشخیص دهد و امکان انجام آزمایش‌های ایزوتوپی را فراهم کند.

## فیزیک نانوسیمس
طیف‌سنج جرمی بخش مغناطیسی باعث جداسازی فیزیکی یون‌ها با نسبت جرم به بار متفاوت می‌شود. جدایی فیزیکی یون‌های ثانویه توسط نیروی لورنتس زمانی ایجاد می‌شود که یون‌ها از میدان مغناطیسی عمود بر بردار سرعت یون‌های ثانویه عبور می‌کنند. نیروی لورنتس بیان می‌کند که یک ذره یک نیرو را تجربه خواهد کرد
{\displaystyle \mathbf {F} =q\left[\mathbf {E} +(\mathbf {v} \times \mathbf {B} )\right]}
هنگامی که بار "q" را حفظ می‌کند و از طریق میدان الکتریکی "E" و میدان مغناطیسی "B" با سرعت "v" حرکت می‌کند. یون‌های ثانویه‌ای که سطح نمونه را ترک می‌کنند معمولاً انرژی جنبشی چند الکترون ولت (eV) دارند، اگرچه بخش نسبتاً کوچکی انرژی‌اش چند کو است. یک  میدان الکترواستاتیک یون‌های ثانویه‌ای را که سطح نمونه را ترک می‌کنند، جذب می‌کند. این یون‌های استخراج شده سپس به یک طیف‌سنج جرمی منتقل می‌شوند. به منظور دستیابی به اندازه‌گیری‌های دقیق ایزوتوپ، نیاز به انتقال بالا و  وضوح جرمی بالا وجود دارد. انتقال بالا به اتلاف کم یون‌های ثانویه بین سطح نمونه و آشکارساز اشاره دارد و وضوح جرم بالا به توانایی جداسازی مؤثر یون‌های ثانویه (یا مولکول‌های مورد نظر) از سایر یون‌ها و/یا یون‌های با جرم مشابه اشاره دارد. یون‌های اولیه با فرکانس خاصی در واحد سطح با سطح برخورد می‌کنند. برخوردی که رخ می‌دهد باعث می‌شود اتم‌ها از سطح نمونه پاشیده شوند و از این اتم‌ها فقط مقدار کمی یونیزاسیون می‌شوند. اینها به یون‌های ثانویه تبدیل می‌شوند که پس از انتقال از طریق طیف‌سنج جرمی شناسایی می‌شوند. هر یون اولیه تعدادی یون ثانویه از یک ایزوتوپ تولید می‌کند که برای شمارش به آشکارساز می‌رسد. نرخ شمارش با تعیین می‌شود
{\displaystyle I(^{i}M)=d_{\mathrm {b} }\times S\times Y\times X_{\mathrm {M} }\times A_{\mathrm {i} }\times Y_{\mathrm {i} }\times T}

جایی که "I"(iM) نرخ شمارش ایزوتوپ i"M" عنصر "M" است. سرعت شمارش ایزوتوپ به غلظت، XM و عنصر فراوانی ایزوتوپی وابسته است که با Ai</ نشان داده می‌شود. زیر>. از آنجایی که پرتو یون اولیه، یون‌های ثانویه «Y» را که پراکنده می‌شوند، تعیین می‌کند، چگالی پرتو یون اولیه، «d"b، که به عنوان مقدار یون‌ها تعریف می‌شود. در هر ثانیه در واحد سطح، بخشی از سطح نمونه، S را با توزیع یکنواخت یون‌های اولیه تحت تاثیر قرار می‌دهد. از یون‌های ثانویه پراکنده شده، تنها بخشی وجود دارد که یونیزه می‌شود، Yi. احتمال اینکه هر یونی با موفقیت از طیف سنج جرمی به آشکارساز منتقل شود "T" است. حاصل ضرب Yi و T مقدار ایزوتوپ‌هایی را که یونیزه می‌شوند و همچنین شناسایی می‌شوند، تعیین می‌کند، بنابراین بازده مفید در نظر گرفته می‌شود.

## آماده‌سازی نمونه
آماده‌سازی نمونه یکی از حیاتی‌ترین مراحل در تجزیه و تحلیل نانو سیمز است، به ویژه در هنگام تجزیه و تحلیل نمونه‌های بیولوژیکی.
پروتکل‌های خاصی باید برای آزمایش‌های فردی ایجاد شود تا نه تنها ساختار نمونه، بلکه توزیع مکانی واقعی و فراوانی مولکول‌ها در نمونه حفظ شود. از آنجایی که نانو سیمز تحت خلاء فوق‌العاده بالا کار می‌کند، نمونه باید سازگار با خلاء (به عنوان مثال، بدون فرار)، مسطح باشد که مسیرهای یونیزاسیون متفاوت را کاهش می‌دهد، و رسانا باشد، که می‌تواند توسط پوشش کندوپاش با طلیم، Pt یا C. نمونه‌های بیولوژیکی مانند سلول‌ها یا بافت‌ها را می‌توان با  تثبیت شیمیایی یا تثبیت انجماد تهیه کرد و قبل از برش دادن به برش‌های نازک (100 nm - ۱μm) در یک رزین جاسازی کرد) و روی ویفرها یا اسلایدهای سیلیکونی برای تجزیه و تحلیل قرار داده می‌شود. آماده‌سازی نمونه برای نمونه‌های متالوگرافی معمولاً بسیار ساده‌تر است، اما برای دستیابی به یک سطح صاف و بدون خراش به یک جلیش متالوگرافی بسیار خوب نیاز است.

## برنامه‌های کاربردی
نانو سیمز می‌تواند تنوع فضایی اندازه‌گیری‌های ایزوتوپی و عنصری مناطق زیر میکرون، دانه‌ها یا اجزای نمونه‌های زمین‌شناسی، علوم مواد و بیولوژیکی را به تصویر بکشد.این ابزار می‌تواند مواد نانوساختار با ترکیب پیچیده را مشخص کند که کاندیدای مهمی برای تولید و ذخیره‌سازی انرژی هستند.

### کاربردهای زمین‌شناسی
نانو سیمز همچنین در مطالعه مسائل کیهان‌شیمی مفید بوده است، جایی که نمونه‌هایی از دانه‌های تک، میکرو یا زیر میکرومتری از شهاب‌سنگ‌ها و همچنین بخش‌های میکروتوم تهیه‌شده توسط پرتو یون متمرکز (FIB) تکنیک را می‌توان تجزیه و تحلیل کرد. نانو سیمز را می‌توان با میکروسکوپ الکترونی عبوری (TEM) هنگام استفاده از بخش‌های میکروتوم یا FIB ترکیب کرد. این ترکیب اجازه می‌دهد تا مطالعات کانی‌شناسی و ایزوتوپی مرتبط «درجا» در مقیاس زیر میکرومتر.
این به ویژه در تحقیقات مواد به دلیل حساسیت بالا در وضوح جرم بالا، که امکان تصویربرداری و کمی سازی عناصر کمیاب را فراهم می‌کند، مفید است.

### کاربردهای بیولوژیکی
نانو سیمز که در ابتدا برای ژئوشیمیایی و تحقیقات مرتبط توسعه یافته بود، اکنون در زمینه‌های مختلف از جمله زیست‌شناسی و میکروبیولوژی مورد استفاده قرار می‌گیرد. در تحقیقات زیست پزشکی، نانو سیمز همچنین به عنوان طیف‌سنجی جرمی تصویربرداری چند ایزوتوپی (MIMS) نامیده می‌شود. وضوح ۵۰ نانومتری به وضوح بی‌سابقه ویژگی‌های سلولی و زیر سلولی اجازه می‌دهد (به عنوان مرجع، ارگانیسم مدل E. coli معمولاً ۱۰۰۰ تا ۲۰۰۰ نانومتر قطر دارد). وضوح بالایی که ارائه می‌دهد امکان اندازه‌گیری درون سلولی تجمع و شار مولکول‌های حاوی ایزوتوپ‌های مختلف پایدار را فراهم می‌کند. نانو سیمز می‌تواند برای فرهنگ‌های خالص، هم‌فرهنگ‌ها و نمونه‌های ترکیبی جامعه استفاده شود.
اولین استفاده از نانو سیمز در زیست‌شناسی توسط پیتراندرل و لچن در سال ۲۰۰۴ بود که از نمونه اولیه نانو سیمز برای بررسی و اندازه‌گیری ایزوتوپ‌های کربن و نیتروژن سلول‌های یوکاریوتی استفاده کردند. این مطالعه اولین بار بود که نسبت ایزوتوپ کربن و نیتروژن به‌طور مستقیم در مقیاس زیر سلولی در یک نمونه بیولوژیکی اندازه‌گیری شد.

### کاربردهای فارماکولوژی
توسعه نانو سیمز برای داروهای آلی-فلزی راه را برای کاوش در توزیع مولکول‌های فعال بیولوژیکی در سطح درون سلولی هموار کرد. ترکیبی از نانوسیستم اطلاعات میکروسکوپ به توزیع درون سلولی 15N سیس پلاتین دارای پلاتین دارای برچسب ایزوتوپی در سلول‌های سرطانی روده بزرگ انسانی را مشخص می‌کند. سیس پلاتین در هسته هدف سلول‌های سرطانی روده بزرگ ظاهر می‌شود. 15N و Pt از هم جدا می‌شوند که نشان می‌دهد متابولیسم درون سلولی در مسیر عمل قرار دارد. درونی‌سازی آمیودارون در لیزوزوم‌های ماکروفاژها در جیانگ و همکاران نشان داده شده است. به لطف محدودیت تشخیص پایین، دو اتم ید از 127I در مولکول آمیودارون را فعال می‌کند تصویربرداری بدون برچسب توسط نانو سیمز. تصویربرداری از ید و فسفر همراه با ترسیم شدت 127I- در مقابل 31P- نشان دهنده یک رابطه خطی بین مقدار ید و فسفولیپیدها این نتایج شواهدی از فسفولیپیدوز ناشی از آمیودارون را نشان می‌دهد.
او و همکاران توزیع الیگونوکلئوتیدهای آنتی سنس درمانی برچسب‌گذاری شده با برم (Br-ASO) را در برخی از انواع سلول‌های کشت‌شده و بافت‌های مهم موش (قلب، کلیه و کبد) با استفاده از داده‌های نانو سیمز همراه با میکروسکوپ الکترونی پراکنده پشتی تجسم کرد. آنها نشان دادند که ASOs فسفورتیوات با فیلوپودیا و غشای هسته ای داخلی سلول‌ها مرتبط است. آنها همچنین ناهمگنی ضروری سلولی و درون سلولی را در توزیع ASO در بافت‌های موش ثبت کردند.
بکوارت و همکاران گزارش غلظت مطلق داروهای الیگونوکلئوتیدی آنتی سنس در سلولهای کبدی انسان. روش آنها بر اساس کار در تومن و همکاران ساخته شده است. جایی که آنها غلظت مطلق پیش داروی 13C با برچسب L-dopa را گزارش کردند.